# 埃米·罗德里格斯
埃米·罗德里格斯（英語：Amy Rodriguez，1987年2月17日—），美国女子足球运动员，场上位置是中场。她曾代表美国国家队参加2008年和2012年夏季奥林匹克运动会足球比赛，获得二枚金牌。